# 田岡信樹
田岡　信樹（たおか のぶき 1971年-）は、日本の建築写真家、デジタルフォトグラファー、建築プロデューサー。
愛知県名古屋市出身。芝浦工業大学工学部建築工学科卒業。
現在、一般社団法人日本プロデュース支援協会 代表理事、アーキフォト株式会社 代表取締役
　

## 来歴・人物
愛知県名古屋市に生まれる。
1981年10歳の時にパソコンを手にし、独学でハードウェア知識・ソフトウェア知識・プログラミング技術を学ぶ。
高校在学時に引越業のアルバイトを経験し、建築に興味を示す。将来は建築家になる事を考え始め、大学進学時に建築工学を専攻。
芝浦工業大学在学時は建築家相田武文に師事、建築意匠計画論を専攻する。大学卒業後、大手ハウスメーカーに技術入社し設計のCAD化、発注・原価管理業務のコンピューター化を推進し実現する。
1998年、住宅・店舗設計施工の工務店に営業として入社。その傍ら、「デジタル一眼レフカメラ」での建築写真撮影に本格的に取り組み始め、2006年にデジタル建築写真撮影専門の「ARCHI PHOTO TAOKA」を創業する。
2009年にはアメリカ空軍（USAF）から撮影技術を認められ契約カメラマンとなる。
2010年にはアーキフォト株式会社を設立。
2013年一般社団法人日本プロデュース支援協会を設立、代表理事に就任。
現在、Facebookページランキングにおける日本人の写真家の中で全国1位のファン数を誇る。（2015年5月現在　fbrank.main.jp 日本語Facebookページ ランキングによる）

## 略歴
日本を代表する建築写真家の一人であり、デジタルフォトグラファーの第一人者　日本建築写真家協会会員 
- 1971年　愛知県名古屋市生まれ
- 1989年　愛知県立長久手高等学校卒業
- 1993年　芝浦工業大学工学部建築工学科卒業
- 1993年　ミサワホーム株式会社 技術入社
- 1996年　アートコーポレーション株式会社　入社
- 1998年　トーア建設株式会社　入社
- 1999年　建築写真のデジタル撮影活動開始
- 2006年　ARCHI PHOTO TAOKA創業
- 2008年　日本建築写真家協会々員
- 2009年　アメリカ空軍（USAF）契約カメラマン
- 2010年　アーキフォト株式会社 設立
- 2013年　一般社団法人日本プロデュース支援協会設立
- 2016年　神宮司廳からの依頼を受け神宮の博物館WEBサイトの撮影。